# Krigsåret 2003

## Pågående krig
- Afghanistankriget (2001-)[1]

- Darfurkonflikten (2003-)

- Irakkriget (2003–2011)[1]
  - Irak på ena sidan
  - USA, Storbritannien med flera på andra sidan

## Händelser

### Februari
- 15 – Ungern köper som första NATO-medlemsland 14 Saab 39 Gripen-flygplan för 6 miljarder SEK. Tidigare har bara Sydafrika köpt 28 exemplar.[2]
- 10 – Självständighetsrörelsen i Nagaland i Indien beslutar att lägga ned vapnen efter 47 års strider och i stället söka en politisk lösning.[2]
- 15 – Över hela världen genomförs stora demonstrationer mot USA:s och Storbritanniens planer på att angripa Irak.[2]
- 15 – I 107 amerikanska städer städer demonstreras det mot USA:s och Storbritanniens planer på att angripa Irak. I Los Angeles har stadsfullmäktige med siffrorna 9-4 röstat för skriftlig resolution mot amerikanska presidentens krigsplaner.[2]

### Mars
- 19 – Det så kallade "Irakkriget" drar igång då USA och Storbritannien inleder anfall mot Irak efter åratal av diskussioner ifall Irak har kemiska vapen eller inte.[2]
- 23 – Amerikanska krigsfångar visas upp i irakisk TV. Hårda strider kring städerna i södra Irak chockar koalitionens soldater.[2]

### April
- 2 – Irakiska försvarslinjer bryts genom, och amerikanska styrkor rycker snabbt fram och befinner sig 30 kilometer från Bagdad vid nattens infall.[2]
- 3 – Amerikanska styrkor intar Bagdads flygplats. Koalitionen försvarslinjer bryts genom, och de amerikanska styrkorna rycker snabbt fram och befinner sig 30 kilometer från Bagdad vid nattens infall.[2]
- 5 – Med 20 stridsvagnar går amerikanska trupper in i Bagdad.[2]
- 6 – Bagdad är nästan helt omringat. Basra intas av brittiska styrkor.[2]
- 7 – Amerikanska styrkor rycker in i Bagdad.[2]

### Maj
- 18 - Indonesiska regeringen utlyser krigstillstånd i Aceh då fredsförhandlingarna med separatistgerillan strandat, och fredsavtalet från december 2002 brutits från båda sidor.[2]
- 25 - Israel godkänner motvilligt USA:s fredsplan, vilken även stöds av EU, FN och Ryssland.[2]

### Juni
- 27 – Hamas beslutar att sluta med väpnade attacker under tre månaders tid. Samtidigt kommer man överens om Israels tillbakadragande av grupper från norra Gazaremsan och Betlehem.[2]

### Juli
- 12 – Tre milismän dödas i eldstrid mellan svenska soldater ur en franskledd fredsbevarande Eufortrupp och UPC-milis i Kongo-Kinshasa.[2]
- 10 – USA:s försvarsminister Donald Rumsfeld frågas ut av USA:s senat och medger att Vita huset saknade bevis för Iraks innehav av massförstörelsevapen då Irakkriget började.[2]

### Augusti
- 18 – I inbördeskrigets Liberia undertecknar interimsregeringen ett fredsavtal med rebellgrupperna Lurd och Model.[2]

### September
- 27 – USA kallar in 15 000 reservister från Nationalgardet till tjänstgöring i Irak, där de närvarande trupperna redan är hårt ansträngda.[2]

### November
- 4 – Johan Hederstedt meddelar att han inte vill fortsätta som svensk ÖB efter årsskiftet.[3]
- 18 – Sex män dödas och en person överlever då en militärhelikopter kraschar i havet öster om Rörö i Göteborg skärgård i Sverige.[3]

### Oktober
- 5 – Israel hämnas gårdagens självmordsattack i Haifa med flyganfall mot träningsläger nära Damaskus.[3]

### December
- 13 - I Irak grips Saddam Hussein levande och utan strid i sin hemstad Tikrit.[3]
- 20 - Sveriges regering godkänner möjligheten att drogtesta alla värnpliktiga.[3]

### Fotnoter
1. 1 2  ”World Statesmen”. http://www.worldstatesmen.org/WARS.html. Läst 28 juni 2011.
2. 1 2 3 4 5 6 7 8 9 10 11 12 13 14 15 16 17 18   När Var Hur 2004. DN
3. 1 2 3 4 5   När Var Hur 2005. DN